# Processo di Lipsia (1921)

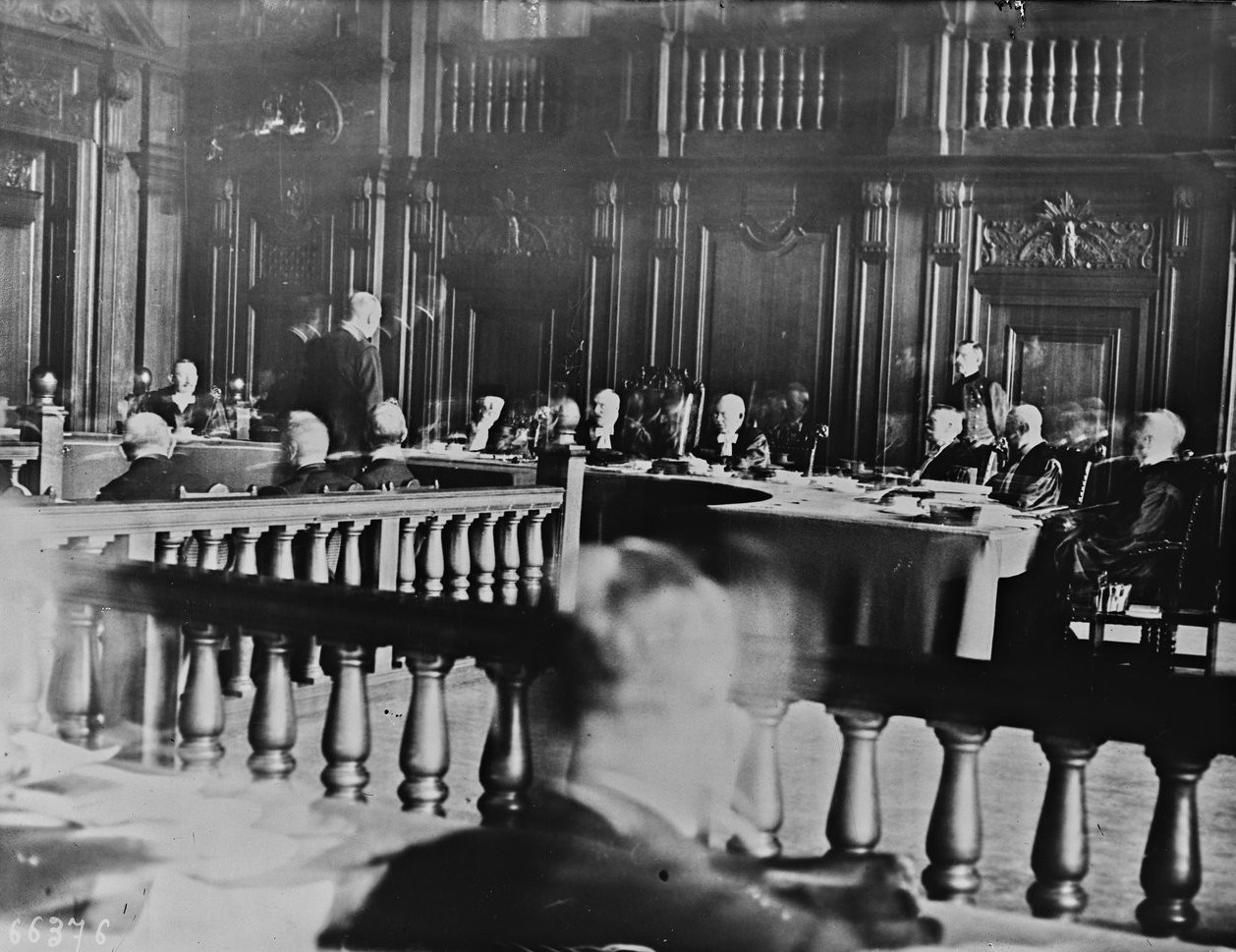
Prima sessione del processo di Lipsia, 23 maggio 1921.

Il processo di Lipsia fu un processo a criminali di guerra tedeschi della prima guerra mondiale, tenutosi dal 23 maggio al 16 luglio 1921 dalla Corte Suprema Tedesca, come parte delle sanzioni imposte al Governo Tedesco nel Trattato di Versailles.

## Imputati e accuse
Il sergente Karl Heynen venne accusato di aver usato punizioni corporali, compresi pugni e il calcio del fucile, contro 200 prigionieri di guerra britannici e 40 russi, che erano sotto il suo comando come lavoratori forzati nella miniera di carbone "Federico il Grande" a Herne, in Vestfalia. Heynen è stato inoltre accusato di aver fatto impazzire un prigioniero di guerra britannico di nome Cross attraverso varie crudeltà, tra cui averlo gettato in una doccia alternando ogni mezz'ora acqua calda e fredda. È stato inoltre affermato che, dopo la fuga di un prigioniero di guerra britannico di nome MacDonald, Heynen lo aveva riacciuffato per poi colpirlo con il calcio del fucile, ucciderlo e prenderlo a calcio. Inoltre, il 14 ottobre 1915, Heynen fu accusato di aver minacciato di esecuzione sommaria i prigionieri di guerra sotto il suo comando se non fossero tornati immediatamente al lavoro durante un tentativo di sciopero. Heynen era già stato sottoposto alla corte marziale e condannato per gli stessi reati ed era stato condannato a quattordici giorni di "detenzione in fortezza", sospesa fino alla fine del conflitto. Su insistenza del governo britannico, il double jeopardy fu annullato e Heynen fu riprocessato per gli stessi reati.
Al capitano Emil Muller venne contestata l'incapacità di mantenere una condizione decente del campo di prigionia di Flavy-le-Martel, che ha portato alla morte di molti come risultato della dissenteria e l'incapacità di impedire la commissione di reati e di punire i responsabili degli stessi, così come la violenza fisica diretta verso i prigionieri. Il concetto di "responsabilità di comando" fu applicato per la prima volta nel processo di Muller.
Il soldato Robert Neumann, che aveva sorvegliato i prigionieri di guerra alleati che erano lavoratori forzati in una fabbrica chimica a Pommerensdorf, fu accusato di brutalità non necessaria.
Il Kapitänleutnant Karl Neumann dell'U-Boot UC-67, che aveva silurato e affondato la nave ospedale britannica Dover Castle nel Mar Mediterraneo il 26 maggio 1917, fu accusato di crimini di guerra in alto mare.
Gli Oberleutnant zur See Ludwig Dithmar e John Boldt, due giovani ufficiali che avevano prestato servizio sul sottomarino SM U-86 durante la prima guerra mondiale, furono processati per crimini di guerra per il loro coinvolgimento nell'affondamento della nave ospedale canadese Llandovery Castle il 27 giugno 1918 al largo della costa dell'Irlanda. Dithmar e Boldt furono accusati di aver mitragliato i sopravvissuti all'affondamento della nave mentre erano su scialuppe di salvataggio, durante quello che fu il più grave disastro marittimo canadese della Grande Guerra. Un totale di 234 personale tra medici, soldati e marinai morirono durante l'affondamento e il successivo speronamento e mitragliamento delle scialuppe di salvataggio da parte dell'equipaggio dell'U-86 , mentre solo 24 persone sopravvissero all'affondamento.
Max Ramdohr è stato accusato di crimini contro civili non combattenti durante lo stupro del Belgio.
Il tenente generale Karl Stenger, ex comandante della 58ª brigata di fanteria, fu accusato di aver ordinato nell'agosto 1914 al maggiore Benno Crusius di sottoporre tutti i prigionieri di guerra francesi all'esecuzione sommaria. Crusius fu accusato di due separati massacri di prigionieri di guerra francesi, a Saarburg il 21 agosto 1914 e in una foresta vicino a Sainte-Barbe cinque giorni dopo.
L'Oberleutnant Adolph Laule è stato accusato dell'omicidio a sangue freddo del capitano Migat dell'esercito francese, che si era addormentato mentre la sua unità si allontanava.
Il tenente generale Hans von Schack e il maggiore generale Benno Kruska furono accusati di 1.280 capi di omicidio, per le loro azioni durante un'epidemia di tifo del 1915 in un campo di prigionia a Kassel.

## Sentenze
Il sergente Karl Heynen venne assolto per le sue azioni durante lo sciopero, poiché il tribunale ha stabilito che i prigionieri di guerra avevano il diritto di lamentarsi ma non di rifiutarsi di eseguire gli ordini, ma condannato per altri quindici episodi di brutalità non necessaria a 10 mesi di prigione, da scontare in un carcere civile (cosa considerata degradante per l'onore militare).
Il capitano Emil Müller è stato condannato a 6 mesi di prigione.
Il soldato Robert Neumann è stato condannato a 6 mesi di prigione, da scontare in un carcere civile.
Karl Neumann venne assolto.
Dithmar e Boldt furono inizialmente condannati a quattro anni di prigione, ma fecero ricorso in appello e la nuova sentenza li assolse, in base al principio che "stavano solo eseguendo degli ordini", di cui era responsabile il loro superiore, Helmut Brümmer-Patzig. Questi era fuggito a Danzica prima dell'inizio dei processi e non venne mai processato.
Max Ramdohr venne assolto.
Karl Stenger venne assolto; Benno Crusius venne ritenuto incapace di intendere e di volere a causa di un'infermità mentale per quanto concerne il massacro di Saint Barbe ma colpevole per il massacro di Saarburg: fu quindi privato del diritto di indossare l'uniforme da ufficiale e fu condannato a due anni di carcere da scontare in una prigione civile.
Adolph Laule venne assolto.
Hans von Schack e Benno Kruska vennero assolti.

## Ricezione del processo
Anche se le condanne erano basate sulle pene raccomandate per gli stessi reati dalla legge militare tedesca, al di fuori della Repubblica di Weimar i processi furono visti come una parodia della giustizia a causa del numero limitato di casi processati e della percepita clemenza dei giudici nell'emettere le sentenze. L'avvocato e storico Alfred de Zayas ha scritto: "In generale, la popolazione tedesca ha contestato questi processi, soprattutto perché gli Alleati non stavano assicurando alla giustizia i propri soldati".
Dopo che il sergente Karl Heynen è stato condannato a 10 mesi di reclusione, il corrispondente di Lipsia del London Times definì il processo "uno scandaloso fallimento della giustizia". Un parlamentare britannico chiese che i processi venissero spostati a Londra e un altro dichiarò che la "spregevole" condanna inflitta ad Heynen aveva ridotto i processi a "una farsa giudiziaria". In risposta, la Gazzetta Tedesca commentò: "Il primo verdetto della serie dei processi di Lipsia ha agitato l'opinione pubblica in due grandi paesi, Germania e Inghilterra, in modi nettamente contrastanti. L'entità della punizione è stata criticata in Inghilterra in un modo che ferisce al massimo grado la sensibilità tedesca".
Anche se i massacri dei prigionieri di guerra tedeschi, già arresi e disarmati, erano una pratica comune tra i soldati di ogni esercito alleato sul fronte occidentale, il primo ministro francese Aristide Briand era così indignato per l'assoluzione di Stenger per i due massacri di prigionieri di guerra che la missione francese inviata ad osservare i processi venne richiamata in patria per protesta.
In Germania, invece, i processi venne visti come eccessivamente duri per diversi motivi:
- In diversi casi sembrava che l'imputato avesse solo eseguito degli ordini; cercando semplicemente di svolgere il proprio dovere in condizioni difficili;
- Molte delle accuse sembravano false;
- La reclusione in una prigione civile era considerata un insulto per i militari.

Il 15 gennaio 1922 una commissione di giuristi Alleati, incaricata di indagare sui processi, concluse che era inutile procedere oltre e raccomandò che i restanti imputati fossero consegnati alle potenze vincitrici, che li avrebbero processati in base ai loro regolamenti. Ciò non fu fatto e le prove furono tranquillamente abbandonate.
Claud Mullins, che aveva osservato i processi per conto del governo britannico, sostenne che dovrebbero essere analizzato alla luce dell'atteggiamento tedesco nei confronti dell'autorità. Questo il suo commento: "Penso sempre che sia significativo che ci siano avvisi in molti vagoni ferroviari tedeschi che dicono: 'In caso di controversia sul fatto che il finestrino debba essere aperto o chiuso, deciderà la guardia'. I tedeschi hanno un rispetto per l'autorità che noi britannici riusciamo a malapena a comprendere". Disse anche brevi condanne in una prigione civile furono una condanna molto più dura di quanto si rendessero conto le persone nei paesi alleati a causa dell'intensa umiliazione coinvolta. "Sei mesi in un carcere civile", scrisse, "significavano quindi molto più di tre anni di detenzione in una fortezza, che è la solita punizione militare. I tedeschi hanno sempre avuto strane idee sull'"onore" del servizio e su questo "onore" è stato profondamente ferito da una sentenza di reclusione, come quella ricevuta da semplici civili”. Concluse: "Tuttavia resta il fatto che questi processi non sono stati né 'una parodia della giustizia' né una 'farsa'. C'è stata una genuina volontà di andare a fondo dei fatti e di arrivare alla verità. Questo, e il fatto che un tribunale tedesco abbia condannato le dottrine della brutalità, che il generale von Fransecky e l'ammiraglio von Trotha hanno applaudito, sono i risultati importanti che vivranno nella Storia molto tempo dopo che i miserabili delinquenti saranno stati dimenticati".

## Eredità del processo
Il processo di Lipsia fu il primo tentativo di elaborare un sistema globale per il perseguimento delle violazioni del diritto internazionale. Questa tendenza fu rinnovata nel corso della seconda guerra mondiale, mentre i Governi Alleati decisero di processare dopo la fine della guerra i leader dell'Asse per crimini di guerra. Dopo la fine della Guerra fredda, la stessa tendenza portò alla costituzione della Corte penale internazionale nel 2002.